# Sint-Petrus en Pauluskerk (Elverdinge)

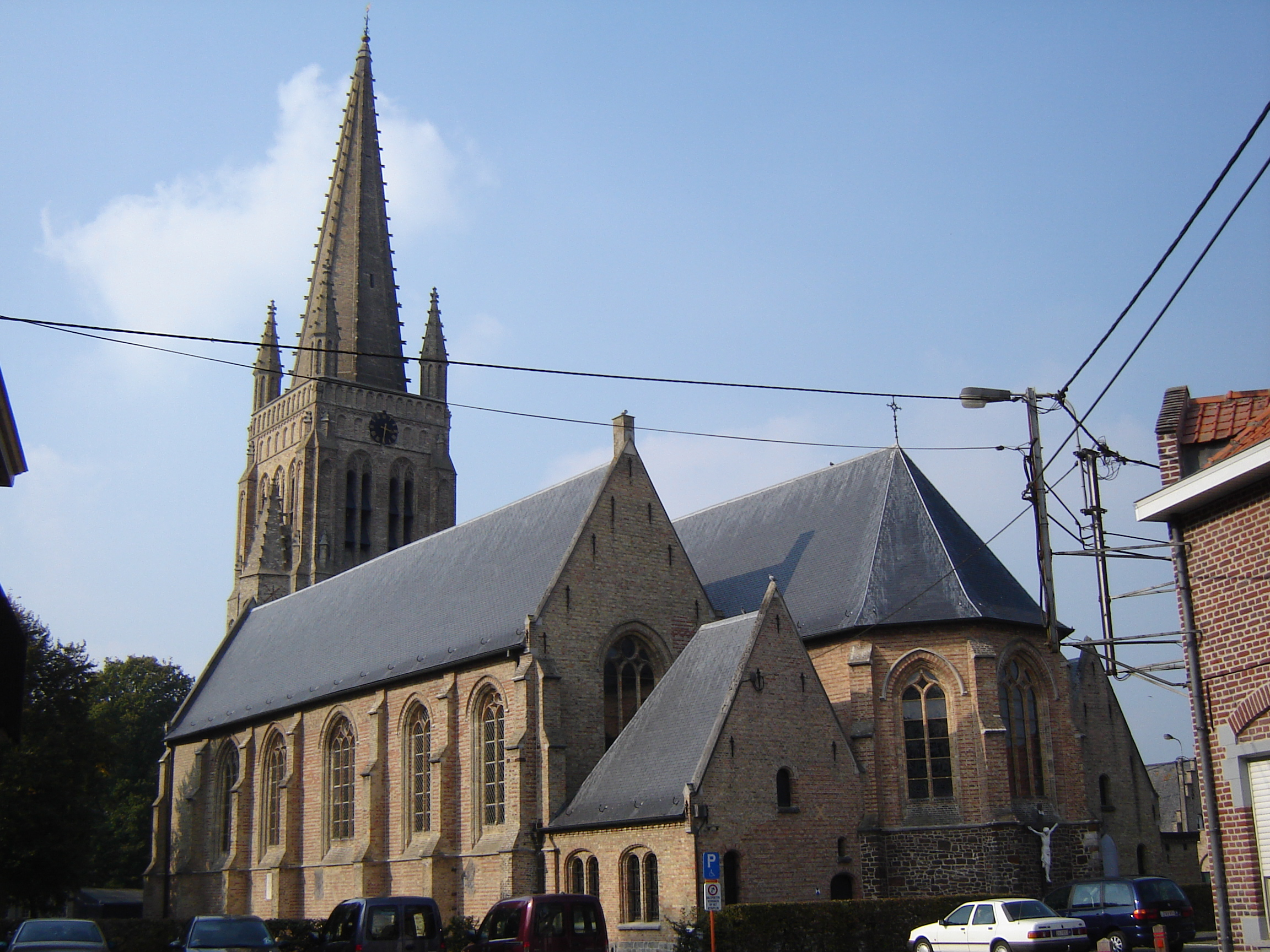
achteraanzicht

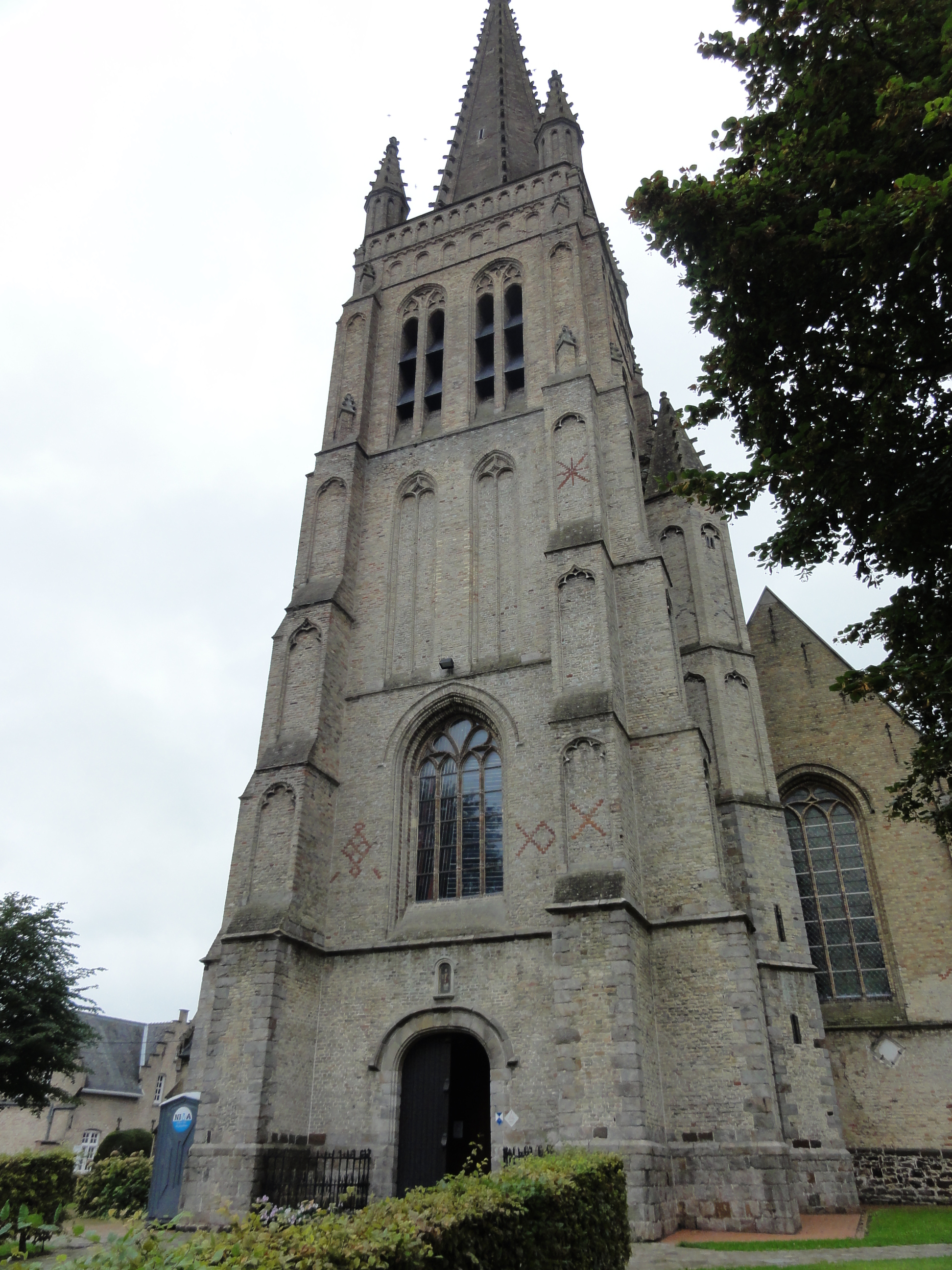
Vooraanzicht

De Sint-Petrus en Pauluskerk in Elverdinge is een deel van het dekenaat Ieper en van de federatie Ieper zalige Jan van Waasten.

## Geschiedenis
De Sint-Petrus en Pauluskerk was oorspronkelijk een Romaanse kerk uit de jaren 1100. In de 14e en 15e eeuw werd de kerk omgebouwd tot een laatgotische hallenkerk.
In de Franse tijd werd de hele inboedel aangeslagen.
In 1893 werd de torenspits herbouwd en werden er nieuwe glasramen aangebracht onder leiding van de Roeselaarse architect J. Soete. De glasramen van het middenkoor waren giften van het kasteel, de andere waren giften van parochianen.
In 1910 werd het middenkoor verlengd en werden twee nieuwe sacristieën gebouwd.
Gedurende de Eerste Wereldoorlog werd de kerk nagenoeg totaal vernield.
Na de oorlog bleven alleen fragmenten van de zuidermuur met oude grafstenen en de toren (55 m) overeind. De wederopbouw startte in september 1921 door aannemer Henri Verbeure van St. Andries, naar de plannen van J. Coomans.
De kerk werd terug in gebruik genomen op Pinksteren 1923.
In de naoorlogse kerk zijn nu drie middenvensters in brandglas, met goede tekeningen en sterke kleuren.
Boven het altaar van St. Livinus werd de beeltenis van deze Heilige gereproduceerd. Op het venster en boven het altaar van O.L. Vrouw zien we in gekleurd glas de H. Maagd ten hemel varen.
De kerk is sinds 1939 een beschermd monument.

## Opmerking
In 2004 werd de herdenkingsplaat van Christopher serocold Tennant ontdekt.
Deze second lieutenant sneuvelde op 3 september 1917 nabij Langemark. Zijn lichaam werd begraven te Elverdinge op het Canada Farm Cemetery, langs de Elzendammestraat.
In de jaren 1920 liet zijn moeder een herdenkingsplaat plaatsen in de kerk van Elverdinge. In 1960 werd deze koperen plaat bedekt met kerktapijt en de preekstoel. In november 2004 werden nieuwe tapijten geplaatst en werd de herdenkingsplaat teruggevonden.
In 2008 werd boven het oksaal, achteraan de kerk een brandglas geplaatst. Dit was een schenking van de familie Vanexem uit Elverdinge.